# NN-98
La carretera NN‑98 es una vía colectora secundaria situada en el departamento de Chontales. Conecta zonas agrícolas de la comunidad Santa Lucía con la cabecera municipal de Villa Sandino, contribuyendo a la integración vial rural.

## Trazado y cruces
| km   | Localidad / Punto  | Departamento | Conexión / Ruta |
| ---- | ------------------ | ------------ | --------------- |
| 0,0  | Santa Lucía        | Chontales    | Camino rural    |
| 8,4  | Comunidad La Danta | Chontales    |                 |
| 18,3 | Villa Sandino      | Chontales    | NIC 71 , NN 97  |

## Coordenadas
Uno de los tramos de la NN‑98 puede ser encontrado en las coordenadas: 12°06′45″N 84°46′56″O / 12.1125, -84.7821